# Titna River
Der Titna River ist ein 200 Kilometer langer rechter Nebenfluss des Nowitna River im US-Bundesstaat Alaska. Der lokale Flussname wurde 1915 von H. M. Eakin vom U.S. Geological Survey (USGS) gemeldet.

## Verlauf
Der Titna River verläuft im Alaska Interior. Er entspringt an der Nordwestflanke des 1068 m hohen Sischu Mountain in den Kilbuck-Kuskokwim Mountains. Sein Quellgebiet befindet sich 40 km nordwestlich vom Lake Minchumina auf einer Höhe von etwa 900 m. Der Titna River weist auf seiner gesamten Länge unzählige enge Flussschlingen auf und wird von zahlreichen Altarmen flankiert. Er fließt anfangs 50 km in Richtung Nordnordost. Anschließend wendet sich der Titna River nach Westen. Bei Flusskilometer 80 und 25 treffen der Sethkokna River und der Telsitna River von Süden kommend auf den Titna River. Der Titna River mündet schließlich auf einer Höhe von 78 m in den Nowitna River.

## Einzugsgebiet
Der Titna River entwässert ein Areal von etwa 3205 km². Das Einzugsgebiet grenzt im Norden an die Einzugsgebiete von Big Mud River und Chitanana River, im äußersten Nordosten an das des Cosna River, im Osten und im Süden an das des North Fork Kuskokwim River sowie im Westen an das des Sulukna River.